# Сабечваио
Сабечваио (груз. საბეჭვაიო) — село в Грузии, на территории Зугдидского муниципалитета края (мхаре) Самегрело-Верхняя Сванетия.

## География
Село находится в западной части Грузии, на расстоянии приблизительно 7 километров (по прямой) к юго-востоку от города Зугдиди, административного центра муниципалитета. Абсолютная высота — 136 метров над уровнем моря.

## Население
По результатам официальной переписи населения 2014 года в Сабечваио проживало 134 человека (64 мужчины и 70 женщин). В национальной структуре населения грузины составляли 99,3 %.
| Год  | Население, человек |
| ---- | ------------------ |
| 2002 | 1248               |
| 2014 | ↘ 134              |